# (371) Bohemia
(371) Bohemia ist ein Asteroid des mittleren Hauptgürtels, der am 16. Juli 1893 vom französischen Astronomen Auguste Charlois am Observatoire de Nice bei einer Helligkeit von 11 mag entdeckt wurde.
Der Asteroid ist benannt nach der im Westen von Tschechien liegenden Region Böhmen. Zum Zeitpunkt der Entdeckung gehörte Böhmen zum Kaisertum Österreich. Die Benennung erfolgte durch den italienischen Astronomen Antonio Abetti (1846–1928). Die erste Bahnbestimmung des Asteroiden erfolgte durch Heinrich Mader (1863–1943), dessen Heimatland Böhmen war.

## Wissenschaftliche Auswertung
Aus Ergebnissen der IRAS Minor Planet Survey (IMPS) wurden 1992 erstmals Angaben zu Durchmesser und Albedo für zahlreiche Asteroiden abgeleitet, darunter auch (371) Bohemia, für die damals Werte von 54,6 km bzw. 0,19 erhalten wurden. Eine Auswertung von Beobachtungen durch das Projekt NEOWISE im nahen Infrarot führte 2011 zu vorläufigen Werten für den Durchmesser und die Albedo im sichtbaren Bereich von 59,1 km bzw. 0,16. Nachdem die Werte nach neuen Messungen mit NEOWISE 2012 auf 46,9 km bzw. 0,26 geändert worden waren, wurden sie 2014 auf 53,0 km bzw. 0,23 korrigiert.
Photometrische Messungen des Asteroiden fanden erstmals statt vom 20. Oktober bis 13. November 1993 an der Außenstelle Tschuhujiw des Charkiw-Observatoriums in der Ukraine. Aus der während vier Nächten aufgezeichneten Lichtkurve wurde eine Rotationsperiode von 3,792 h bestimmt. Im gleichen Zeitraum erfolgten auch Beobachtungen vom 8. bis 11. November 1993 am Osservatorio Astrofisico di Catania in Italien. Die etwas lückenhafte Lichtkurve wurde hier zu einer Rotationsperiode von 12,48 h ausgewertet.
Beide Ergebnisse waren aber offenbar falsch, denn die Auswertung umfangreicher Beobachtungsdaten vom 28. Juni bis 15. September 2001 am Observatorium Harfleur, am 6. und 8. Oktober 2002 am Observatorium Cabris sowie vom 27. Dezember 2003 bis 8. März 2004 am Blauvac-Observatorium, alle in Frankreich, und am Altimira Observatory in Kalifornien erbrachten sehr detaillierte Lichtkurven mit einer Periode von 10,7391 h.
Aus archivierten photometrischen Daten des United States Naval Observatory (USNO) in Arizona und der Catalina Sky Survey wurde in einer Untersuchung von 2013 erstmals ein dreidimensionales Gestaltmodell des Asteroiden für zwei alternative Rotationsachsen mit prograder Rotation und einer Periode von 10,73965 h berechnet.